# الحافة (شعبة حبير)

تعديل مصدري - تعديل

الحافة محلة تابعة لقرية شعبة حبير، التابعة لعزلة حبير بمديرية ذي السفال إحدى مديريات محافظة إب في الجمهورية اليمنية، بلغ تعداد سكانها 130 حسب تعداد اليمن لعام 2004.